# Administración de identidades
Se denomina como administración de identidades o gestión de identidades (conocida por las iniciales IAM, del inglés Identity and Access Management, «gestión de identidades y accesos») a la utilización de un sistema integrado de políticas y procesos organizacionales con el objetivo de facilitar y controlar el acceso a sistemas de información y sus instalaciones.
El concepto generalmente se relaciona con la informática, medio en el que se ha vuelto cada vez más crítico proteger la información personal, las bases de datos y las aplicaciones tanto personales como profesionales, del uso más o menos malintencionado de los usuarios propios y del espionaje y sabotaje de intrusos. 
Representa una categoría de soluciones interrelacionadas que se utilizan para administrar autenticación de usuarios, derechos y restricciones de acceso, perfiles de cuentas, contraseñas y otros atributos necesarios para la administración de perfiles de usuario en una hipotética aplicación. 
La aplicación de Identity and Access Management (IAM) en Google cloud permite que los administradores autoricen quién puede realizar acciones específicas, con la finalidad de tener un mejor control y visibilidad para administrar recursos de manera centralizada. Este control de acciones está pensado para empresas que cuentan con estructuras organizativas complejas, cientos de grupos de trabajo y muchos proyectos, IAM proporciona una vista unificada de la política de seguridad en toda la organización, con auditorías integradas a fin de simplificar los procesos de cumplimiento gracias a la asignación de roles de trabajo.
Blockchain ha tenido un papel influyente a la hora de establecer una ciberseguridad más sólida y garantizar la protección de la privacidad. Esto se puede atribuir a su característica descentralizada que es menos vulnerable a los ataques. Investigaciones recientes han indicado que los sistemas de gestión de identidad basados específicamente en blockchain están equipados para enfrentar desafíos de seguridad. Estos sistemas brindan una fuerte protección contra ataques de suplantación de IP.